# Pachyanthidium ausense
Pachyanthidium ausense är en biart som först beskrevs av Mavromoustakis 1934.  Pachyanthidium ausense ingår i släktet Pachyanthidium och familjen buksamlarbin. Inga underarter finns listade i Catalogue of Life.